# シェリル・ミルンズ
シェリル・ミルンズ（Sherrill Milnes, 1935年1月10日 - ）は、アメリカのバリトン歌手。1965年から1997年まで、メトロポリタン歌劇場の契約歌手としてスターバリトンの座に君臨し、653回の出演記録を誇っている。またその間にもウィーン国立歌劇場、ミラノ・スカラ座、ロイヤル・オペラ・ハウスなどの欧州の主な歌劇場にも出演し、国際的な知名度と名声を築いた。
イタリアオペラの作品を中心に、幅広い多くのレパートリーをもち、数多くの著名な演奏家と共演をこなしている。例えば、モーツァルトの『ドン・ジョヴァンニ』ではカール・ベームとのスタジオ録音と、ヘルベルト・フォン・カラヤンとの映像記録を残している。
近年はノースウェスタン大学での教鞭を執るかたわら、自らもV.O.I.C.Experience基金を主宰しアートディレクターを務め,後進
の育成に貢献している。

## 来歴
アメリカ・イリノイ州の酪農家に生まれ、幼少の頃から歌唱に加え、ピアノや管弦楽器など音楽の才に長けていた。ドレイク大学とノースウェスタン大学で学んだ後、ローザ・ポンセルに師事、合唱団に参加した。その後、ボリス・ゴルドフスキーが主催する歌劇団に加わり、『ドン・ジョヴァンニ』でマゼットを演じ、オペラ歌手としてデビューした。翌年、ポンセルがスーパーバイジングを務めていたボルチモア歌劇場で、『アンドレア・シェニエ』のジェラールで出演した。その後、1964年にはメトロポリタン歌劇場のオーディションに合格し、『ファウスト』のヴァレンティンで同劇場へのデビューを果たしている。
また、1964年にはミラノのテアトロ・ヌオーヴォに出演、その後1970年のウィーン国立歌劇場における『マクベス』への出演を機に、ハンブルク、パリ、ロンドン、ブエノスアイレス等、世界各国の主要な歌劇場に出演し、国際的な知名度を上げた。

## 評価
ミルンズは幅広い声域とゆとりのある声量に加え、演技者としてのプレゼンスも高く評価されている。しかし、アリアの中で口笛を吹いたり、派手に椅子ごと倒れこんだりといった、ややオーバーアクションとも受け取れるようなパフォーマンスを行う、過剰とも思われる舞台上でのパフォーマンスに関しては批判的な意見もある。
ミルンズは、ある意味で時代の寵児とも言える。ゴッピやプロッティ、タッディといった当時のベテランクラスのバリトン歌手が下り坂にある中、バスティアニーニ、レナード・ウォーレン等が早逝し、スターバリトン歌手が不足していたこと、そしてデビュー前後の時期に各レコード会社の専属歌手契約制度が崩壊し始めていたために、様々なレーベルにおける同時展開が可能になっていたことが挙げられる。

## 主な録音とレパートリー
| 演目配役                   | 配役                           | 指揮                       | 共演 | レーベル     | 収録年 |
| -------------------------- | ------------------------------ | -------------------------- | --- | ------------ | ------ |
| 椿姫                       | ジェルモン                     | ジョルジュ・プレートル     | カルロ・ベルゴンツィ、モンセラート・カバリェRCAイタリア・オペラ管弦楽団                                                  | RCA          | 1967   |
| アンドレア・シェニエ       | ジェラール                     | ジェームズ・レヴァイン     | プラシド・ドミンゴ、レナータ・スコット、ナショナル・フィルハーモニック                                                   | RCA          | 1976   |
| カルメン                   | エスカミーリョ                 | クラウディオ・アバド       | テレサ・ベルガンサ、プラシド・ドミンゴ、イレアナ・コトルバシュ、ロンドン交響楽団                                         | DG           | 1978   |
| コジ・ファン・トゥッテ     | グリエルモ                     | エーリヒ・ラインスドルフ   | レオンタイン・プライス、タチアナ・トロヤノス、ニュー・フィルハーモニア                                                   | RCA          | 1967   |
| サロメ                     | ヨハナーン                     | エーリヒ・ラインスドルフ   | モンセラート・カバリェ、レジーナ・レズニック、ロンドン交響楽団                                                           | RCA          | 1968   |
| イル・トロヴァトーレ       | ルーナ伯爵                     | ズービン・メータ           | レオンタイン・プライス、フィオレンツァ・コッソット、プラシド・ドミンゴ、ニュー・フィルハーモニア                         | RCA          | 1969   |
| アイーダ                   | アモナズロ                     | エーリヒ・ラインスドルフ   | レオンタイン・プライス、プラシド・ドミンゴ、ルッジェーロ・ライモンディ、ロンドン交響楽団                                 | RCA          | 1970   |
| ドン・カルロ               | ロドリーゴ                     | カルロ・マリア・ジュリーニ | プラシド・ドミンゴ、モンセラート・カバリェ、ルッジェーロ・ライモンディ、コヴェント・ガーデン王立歌劇場管弦楽団           | EMI          | 1970   |
| 仮面舞踏会                 | レナート                       | ブルーノ・バルトレッティ   | レナータ・テバルディ、ルチアーノ・パヴァロッティ、聖チェチーリア音楽院管弦楽団                                           | DECCA        | 1971   |
| 外套                       | ミケーレ                       | エーリヒ・ラインスドルフ   | レオンタイン・プライス、プラシド・ドミンゴ、ニュー・フィルハーモニア                                                     | RCA          | 1970   |
| 道化師                     | トニオ                         | ネルロ・サンティ           | プラシド・ドミンゴ、モンセラート・カバリェ、ロンドン交響楽団                                                             | RCA          | 1971   |
| ランメルムーアのルチア     | エンリーコ                     | リチャード・ボニング       | ジョーン・サザーランド、ルチアーノ・パヴァロッティ、ニコライ・ギャウロフ、コヴェント・ガーデン王立歌劇場管弦楽団         | DECCA        | 1971   |
| リゴレット                 | リゴレット                     | リチャード・ボニング       | ジョーン・サザーランド、ルチアーノ・パヴァロッティ、ロンドン交響楽団                                                     | DECCA        | 1972   |
| ジョヴァンナ・ダルコ       | ジャコモ                       | ジェームズ・レヴァイン     | プラシド・ドミンゴ、モンセラート・カバリェ、ロンドン交響楽団                                                             | EMI          | 1972   |
| アッティラ                 | エツィオ                       | ランベルト・ガルデッリ     | ルッジェーロ・ライモンディ、クリスティーナ・ドイテコム、カルロ・ベルゴンツィ、ロイヤル・フィルハーモニー                 | Philips      | 1972   |
| トスカ                     | スカルピア                     | ズービン・メータ           | レオンタイン・プライス、プラシド・ドミンゴ、ポール・プリシュカ、ニュー・フィルハーモニア                                 | RCA          | 1972   |
| ラ・ボエーム               | マルチェッロ                   | ゲオルク・ショルティ       | モンセラート・カバリェ、プラシド・ドミンゴ、ジュディス・ブレゲン、ルッジェーロ・ライモンディ、ロイヤル・フィルハーモニー | RCA          | 1973   |
| シチリア島の夕べの祈り     | モンフォルテ                   | ジェームズ・レヴァイン     | マルティナ・アーロヨ、プラシド・ドミンゴ、ルッジェーロ・ライモンディ、ニュー・フィルハーモニア                           | RCA          | 1974   |
| セビリアの理髪師           | フィガロ                       | ジェームズ・レヴァイン     | ニコライ・ゲッダ、レナート・カッペッキ、ビヴァリー・シルズ、ルッジェーロ・ライモンディ                                   | EMI          | 1975   |
| ルイザ・ミラー             | ミラー                         | ピーター・マーグ           | モンセラート・カバリェ、ルチアーノ・パヴァロッティ                                                                       | DECCA        | 1975   |
| ナヴァラの娘               | ガリード                       | ヘンリー・ルイス           | マリリン・ホーン, プラシド・ドミンゴ                                                                                     | RCA          | 1975   |
| マクベス                   | マクベス                       | リッカルド・ムーティ       | フィオレンツァ・コッソット, ルッジェーロ・ライモンディ、ホセ・カレーラス                                                 | EMI          | 1975   |
| タイス                     | アタナエル                     | ロリン・マゼール           | ニコライ・ゲッダ、ビヴァリー・シルズ                                                                                     | EMI          | 1976   |
| アドリアーナ・ルクヴルール | ミショネ                       | ジェームズ・レヴァイン     | レナータ・スコット、プラシド・ドミンゴ、エレーナ・オブラスツォーワ                                                       | RCA          | 1977   |
| ドン・ジョヴァンニ         | ドン・ジョヴァンニ             | カール・ベーム             | アンナ・トモワ＝シントウ、エディト・マティス、ヴァルター・ベリー、ペーター・シュライアー                                 | DG           | 1977   |
| 西部の娘                   | ジャック・ランス               | ズービン・メータ           | キャロル・ネブレット, プラシド・ドミンゴ                                                                                 | グラモフォン | 1977   |
| 運命の力                   | ドン・カルロ・ディ・ヴァルガス | ジェームズ・レヴァイン     | プラシド・ドミンゴ、レオンタイン・プライス、フィオレンツァ・コッソット                                                   | RCA          | 1977   |
| 椿姫                       | ジェルモン                     | カルロス・クライバー       | プラシド・ドミンゴイレアナ・コトルバシュ                                                                                 | グラモフォン | 1977   |
| ウィリアム・テル           | ウィリアム・テル               | リッカルド・シャイー       | ミレッラ・フレーニ, ルチアーノ・パヴァロッティ                                                                           | DECCA        | 1978   |
| リゴレット                 | リゴレット                     | ジュリアス・ルーデル       | ビヴァリー・シルズ、アルフレード・クラウス、サミュエル・レイミー                                                         | EMI          | 1978   |
| オテロ                     | ヤーゴ                         | ジェームズ・レヴァイン     | プラシド・ドミンゴ、レナータ・スコット                                                                                   | RCA          | 1978   |
| トスカ                     | スカルピア                     | ニコラ・レッシーニョ       | ミレッラ・フレーニ、ルチアーノ・パヴァロッティ                                                                           | DECCA        | 1978   |
| ラオールの王               | シンディア                     | リチャード・ボニング       | ジョーン・サザーランド、ルイス・リマ                                                                                     | DECCA        | 1979   |
| ラ・ジョコンダ             | バルナバ                       | ブルーノ・バルトレッティ   | モンセラート・カバリェ、 ルチアーノ・パヴァロッティ、アグネス・バルツァ                                                  | DECCA        | 1980   |
| ハムレット                 | ハムレット                     | リチャード・ボニング       | ジョーン・サザーランド、ジェームス・モリス                                                                               | DECCA        | 1983   |
| ラ・ジョコンダ             | バルナバ                       | ジュゼッペ・パターネ       | エヴァ・マルトン、ジョルジオ・ランベルティ、サミュエル・レイミー                                                         | SONY         | 1987   |
| レクイエム（フォーレ）     | バリトン歌唱                   | シャルル・デュトワ         | キリ・テ・カナワ、モントリオール交響楽団                                                                                 | DECCA        | 1987   |

## 参考
- ”American Aria - From Farm Boy to Opera Star" by Sherrill Milnes, Dennis McGovern ISBN 0028647394 / 0-02-864739-4
- 音楽之友社刊 『名演奏家事典 【下】』 1015頁